# First day out 2
First day out 2 is een lied van de Nederlandse rapper JoeyAK. Het werd in 2022 als single uitgebracht en stond in 2023 als twintigste track op het album Most hated.

## Achtergrond
First day out 2 is geschreven door Joël Hoop, Ruben Schnieders en Stacey Walroud en geproduceerd door Esko en Gubes. Het is een nummer dat past in de genres nederhop en drillrap. JoeyAK bracht het lied slechts twee weken uit nadat hij in 2022 de gevangenis had verlaten. De eerste demo's waren al binnen een week na het verlaten van de gevangenis af. In het lied rapt JoeyAK over zijn leven op straat, het vertrouwen in de mensen om hem heen en hoe hij met haters en vijanden omgaat. Het is de tweede keer dat JoeyAK kort nadat hij de gevangenis verlaat een nummer maakt en uitbrengt onder de titel First day out. De eerste First day out bracht hij uit in 2017.

## Hitnoteringen
De artiest had bescheiden succes met het lied in Nederland. Het kwam tot de 21e plaats van de Single Top 100 in de vier weken dat het in deze hitlijst te vinden was. De Top 40 en haar Tipparade werden niet bereikt.